# Tầng ứng dụng
Tầng ứng dụng (tiếng Anh: Application layer) là tầng thứ bảy trong bảy tầng cấp của mô hình OSI. Tầng này giao tiếp trực tiếp với các tiến trình của ứng dụng và thi hành những dịch vụ thông thường của các tiến trình đó; tầng này còn gửi các yêu cầu dịch vụ tới tầng trình diễn (Presentation layer).
Những dịch vụ thông thường của tầng ứng dụng cung cấp sự chuyển đổi về ngữ nghĩa giữa các tiến trình ứng dụng có liên quan. Chú ý: những ví dụ về các dịch vụ của trình ứng dụng thường được quan tâm bao gồm tệp ảo (virtual file), thiết bị cuối ảo (virtual terminal), và các giao thức dành cho việc thao tác và thuyên chuyển các tác vụ (manipulation and transfer of batch processing jobs).

## Ví dụ
- AppleShare
- AIM, AOL Instant Messenger Protocol - Giao thức tin nhắn nhanh AOL
- APPC, Advanced Program-to-Program Communication
- BitTorrent Dòng xoáy của bit
- BOOTP, Bootstrap Protocol - Giao thức tự mồi
- CFDP, Coherent File Distribution Protocol - Giao thức phân bổ tập tin chặt chẽ
- DCAP, Data Link Switching Client Access Protocol - Giao thức truy cập trình khách chuyển mạch liên kết dữ liệu
- DHCP, Dynamic Host Configuration Protocol - Giao thức cấu hình động máy chủ
- DNS, Domain Name System - Giao thức (dịch vụ) tên miền
- ENRP, Endpoint Handlespace Redundancy Protocol - Giao thức dư xử lý dung lượng điểm cuối
- Finger, User Information Protocol - Giao thức thông tin người dùng
- FTAM, File Transfer Access and Management - Truy cập truyền tải văn kiện và quản lý
- FTP, File Transfer Protocol - Giao thức truyền tải văn kiện
- Gopher, Giao thức Gopher
- HTTP, S-HTTP, (Secure) HyperText Transfer Protocol - giao thức truyền siêu văn bản (an toàn)
- H.323, Packet-Based Multimedia Communications System - hệ thống truyền thông đa phương tiện dùng gói tin
- IMAP, IMAP4, Internet Message Access Protocol (version 4) - Giao thức truy cập thông điệp Internet (phiên bản 4)
- IRC, Internet Relay Chat Protocol - giao thức trò chuyện trực tuyến trên Internet
- iTMS, iTunes Music Store Protocol - Giao thức lưu trữ âm nhạc iTunes
- LDAP, Lightweight Directory Access Protocol - Giao thức truy cập thư mục hạng nhẹ
- LPD, Line Printer Daemon Protocol - Giao thức dịch vụ nền cho máy in dòng
- MIME, S-MIME, Multipurpose Internet Mail Extensions và Secure MIME
- Modbus
- NAT, Network Address Translation
- NIS, Network Information Service - dịch vụ thông tin mạng
- NNTP, Network News Transfer Protocol
- NTP, Network Time Protocol
- PNRP, Peer Name Resolution Protocol
- POP, POP3, Post Office Protocol (version 3)
- Rlogin, đăng nhập từ xa đối với các hệ thống Unix
- RMON, Remote Monitoring MIBs (RMON1 and RMON2)
- RTSP, Real Time Streaming Protocol
- SAP, Session Announcement Protocol
- SDP, Session Description Protocol
- SIP, Session Initiation Protocol
- SLP, Service Location Protocol
- SMB, Server Message Block
- SMTP, Simple Mail Transfer Protocol
- SNMP Simple Network Management Protocol
- SNTP, Simple Network Time Protocol
- SOAP, Simple Object Access Protocol
- TCAP, Transaction Capabilities Application Part
- TELNET, Terminal Emulation Protocol of TCP/IP
- TFTP, Trivial File Transfer Protocol - Giao thức truyền tải văn kiện đơn giản
- TSP, Time Stamp Protocol
- URL, Uniform Resource Location
- VTP, Virtual Terminal Protocol
- X.400, Message Handling Service Protocol
- X.500, Directory Access Protocol (DAP) - Giao thức truy cập thư mục
- XMPP, Extensible Messaging and Presence Protocol
- Whois (và RWhois), Remote Directory Access Protocol - Giao thức truy nhập thông tin thư mục từ xa